# Česká hokejbalová reprezentace do 20 let
Česká hokejbalová reprezentace do 20 let je výběrem nejlepších českých hráčů v hokejbale v této věkové kategorii. Od roku 2000 se účastní v mistrovství světa v hokejbale do 20 let, dříve mistrovství Evropy juniorů. Čeští junioři zažili na mistrovství světa juniorů jen jedno zlato a to na MSJ 2002. Pouze jednou z mistrovství světa odešli bez medaile v roce 2008.

## Účast namistrovství světa juniorů
| MSJ      | Místo konání                | Umístění |
| -------- | --------------------------- | -------- |
| MSJ 2000 | Česko (Kralupy nad Vltavou) | . místo  |
| MSJ 2002 | Švýcarsko (Champéry)        | . místo  |
| MSJ 2004 | Slovensko (Martin)          | . místo  |
| MSJ 2006 | Itálie (Aosta)              | . místo  |
| MSJ 2008 | Kanada (St. John's)         | 4. místo |
| MSJ 2010 | Rakousko (Villach)          | . místo  |
| MSJ 2012 | Česko (Písek)               | . místo  |
| MSJ 2014 | Slovensko (Bratislava)      | . místo  |
| MSJ 2016 | Velká Británie (Sheffield)  | . místo  |

## Účast namistrovství Evropy juniorů v hokejbalu
| MEJ      | Místo konání       | Umístění |
| -------- | ------------------ | -------- |
| MEJ 1997 | Slovensko (Zvolen) | . místo  |
| MEJ 1998 | Česko (Jihlava)    | . místo  |
| MEJ 1999 | Česko (Praha)      | . místo  |